# Armstrong Whitworth F.K.12
L'Armstrong Whitworth F.K.12 est un prototype triplace de combat britannique de la Première Guerre mondiale,.
Début 1916 le Royal Flying Corps émit une demande pour un chasseur multiplace capable d’assurer l’escorte de ses bombardiers lourds et l’interception des dirigeables. Reprenant la conception du F.K.6, Frederick Koolhoven proposa donc un triplan triplace monomoteur dont 4 exemplaires furent commandés, deux exemplaires étant destinés au RNAS. Un seul appareil fut finalement achevé et expérimenté en vol.